# 擇蛺蝶屬
擇蛺蝶屬（學名：Janatella）是蛺蝶亞科網蛺蝶族中的一個屬。物種分佈於新熱帶界。翅膀上有明顯黑白斑紋。

## 親緣關係
Freitas and Wahlberg(2007)的DNA序列研究結果指出，擇蛺蝶和白擇蛺蝶屬同一演化支中的姐妹群，菲擇蛺蝶則是牠們倆的姐妹群。

## 物種
- 白擇蛺蝶 Janatella leucodesma
- 擇蛺蝶 Janatella hera
- 菲擇蛺蝶 Janatella fellula